# 薩穆埃爾·皮澤蒂
薩穆埃爾·皮澤蒂（義大利語：Samuel Pizzetti；1986年10月16日—）是意大利的一位游泳運動員，主攻自由泳。他出生在科多尼奧。他多次代表意大利參加歐洲游泳錦標賽，並兩次參加夏季奧林匹克運動會。